# Americana (1814)
La cañonera Americana, o América, fue un buque de la Armada Argentina partícipe de la Guerra del Independencia y las guerras civiles.

## Historia
La Americana o América, a la que se cita también indistintamente como balandra o cañonera, fue comprada por Juan Larrea y Guillermo Pío White, los responsables de poner en pie la segunda escuadra de la revolución destinada a la campaña naval contra Montevideo, en febrero de 1814 e incorporada a la escuadra comandada por Guillermo Brown el 1 de marzo de 1814 con el numeral 17.
Al mando del teniente Francisco José Seguí participó del Combate de Arroyo de la China del 28 de marzo de ese año, donde una pequeña escuadrilla patriota al mando de Tomás Nother enfrentó a la escuadra de Jacinto de Romarate. En ese combate, al encallar la balandra Carmen a tiro de pistola de la flota realista acoderada en la boca del arroyo, la Americana y la sumaca Santísima Trinidad, ya casi sin arboladura, se ubicaron para impedir que el enemigo la abordara con sus lanchas. 
Tras volar la Carmen, el combate continuó "como si nada hubiese sucedido", hasta que a las 18:00 la Trinidad, que ya era un casco sin aparejos y la Americana que también había sufrido graves destrozos, se retiraron río arriba seguidos de los faluchos.
Volvió a Buenos Aires el día 30 a las 16:00, y se reintegró a la escuadra siendo destinada a tareas auxiliares hasta la finalización de la Campaña Naval de 1814. Tras ser rearmada y simplificada la estructura de su tripulación, que pasó a tener un comandante y 20 tripulantes, entre enero y abril de 1815 participó de la escuadrilla que al mando del capitán José Vicente Barba marchó en apoyo de la expedición contra la provincia de Santa Fe del coronel Eustaquio Díaz Vélez. 
De igual manera, participó de la escuadrilla al mando del sargento mayor Ángel Hubac en operaciones de apoyo a la segunda expedición sobre Santa Fe comandada por el general Juan José Viamonte (efectuada entre agosto y diciembre de ese año) y en la que se efectuó en 1816 nuevamente comandada por Dïaz Vélez.
En esta última campaña, la Americana fue abordada en el Arroyo Negro por una partida santafesina mientras llevaba a bordo al comandante de la escuadrilla, el coronel Matías de Irigoyen, quien fue capturado.
La Americana fue recuperada el 18 de marzo de ese mismo año por un artillero y 8 marineros, mientras se encontraba en la Bajada del Paraná.
Entre diciembre de 1816 y 1820 permaneció en el Arsenal de Barracas y sirvió como buque auxiliar del Arsenal al mando del patrón Esteban Baretta entre ese año y 1824, en el que fue desguazada.